# Abzalon
Abzalon est un roman de science-fiction écrit par l'écrivain français Pierre Bordage en 1998.

## Synopsis
Ester, le monde d'Abzalon et d'Ellula est au bord de la destruction (menacé par l'instabilité de son étoile). Abzalon est un tueur de femme prisonnier dans la plus terrible des prisons : Doeq. Ellula  est une jeune Kropte, un peuple archaïque (pacifique, religieux et polygame) tombé sous le joug de la société dominante de la planète, l'église du Moncle et des « mentalistes », les spécialistes du comportement.
Les prisonniers de Doeq et les derniers Kroptes se retrouvent embarqués de force à bord de l'Estérion, un vaisseau spatial qui a pour but la colonisation d'un nouveau monde.

## Univers
Ce roman est suivi d'Orchéron, du même auteur.

## Parutions
- Première édition : Abzalon, L'Atalante, 1998(ISBN 978-2-84172-089-7)
- Édition poche : Abzalon, J'ai lu, 2002(ISBN 978-2-290-31993-2)